# Pterolophia ferruginea
Pterolophia ferruginea là một loài bọ cánh cứng trong họ Cerambycidae.